# شعب الإكسيل
شعب الإكسيل هم سكان أصليون ينتمون لشعب المايا في غواتيمالا. يعيش الإكسيل في ثلاث بلديات في جبال كوتشوماتانيس في الجزء الشمالي من إدارة كويتشي. البلديات التي تعرف باسم «مثلث الإكسيل» هي: سانتا ماريا نيباخ، سان غاسبر تشاخول وسان خوان كوتزال.
في 2013، أُدين الجنرال إفراين ريوس مونت، الذي شغل منصب رئيس غواتيمالا مابين 1982 و 1983، بارتكاب إبادة جماعية ضد شعب الإكسيل.